# Ubirajara Ribeiro Martins
Ubirajara Ribeiro Martins (São Paulo, 8 de julho de 1932 – 26 de maio de 2015) foi um entomólogo brasileiro, autoridade nacional em coleópteros e professor sênior da Universidade de São Paulo. 

## Biografia
Ubirajara nasceu na cidade de São Paulo, em 1932. Estudou no Colégio São Luiz na capital paulista e em 1950, ingressou na Universidade Federal de Viçosa, em Minas Gerais, no curso de agronomia, onde obteve o bacharelado em 1954. O interesse pela entomologia surgiu ainda na graduação, quando estagiou no Instituto Biológico de São Paulo. Contemplado com bolsa da Fundação Rockefeller, em 1955, para estudar no México, na “Oficina de Estudios Especiales”, por um ano, trabalhou com Frederico Lane, especialista em Cerambycidae.
De volta ao Brasil, dividia seu tempo entre a Fazenda Pau D’Alho em Itu e o estágio no Instituto Biológico. Na fazenda, pode coletar vários insetos na companhia de colegas e outros estudantes. Em 1956, foi recomendado para estagiar no Departamento de Zoologia da Secretaria da Agricultura de São Paulo, hoje Museu de Zoologia da Universidade de São Paulo. Em 1959 ingressou no museu como docente e pesquisador, trabalhando principalmente com a sistemática da família Cerambycidae.
Em 1960, esteve na Europa para analisar as Cerambycidae do Museu de História Natural, em Paris e do Museu de História Natural de Londres. Em 1965, recebeu a Bolsa Guggenheim, junto à Universidade da Califórnia em Berkeley, podendo assim trabalhar com John Andrew Chemsak e E. Gordon Linsley, ambos especialistas em Cerambycidae.
Em 1975, concluiu o doutorado na Universidade de São Paulo, com a tese Sistemática e evolução da tribo Piezocerini (Coleoptera, Cerambycidae) publicada nos Arquivos de Zoologia num fascículo com 370 páginas. Antes disso, já tinha publicado uma monografia sobre a tribo Ibidionini em seis partes num total de 1.341 páginas e outras 30 páginas com estampas coloridas. Tais trabalhos elevaram seu nome na entomologia nacional e mundial.

## Carreira
Descreveu várias novas espécies de besouros, e, muitas vezes, co-autor de outras descrições. Foi diretor da Sociedade Brasileira de Entomologia compondo sua diretoria nas gestões de 1961-1963 e 1967-1969, e depois atuou como presidente, de 1976 a 1986. Tornou-se um dos mais importantes coleopterologistas do seu tempo e um especialista em Cerambycidae da  América Latina.
Foi colega de Werner Bokermann, que nomeou espécies de sapo em sua homenagem (Bokermannohyla martinsi). Ministrou disciplinas de graduação e de pós-graduação em diversas universidades no Brasil. Foi autor de 461 artigos em Cerambycidae e dezenas de livros ou capítulos de livros. Foi responsável pela identificação de milhares de novas espécies, com uma contribuição primordial para a fauna neotropical. Identificou acervos científicos de várias coleções de instituições das Américas e da Europa, fez permutas com países asiáticos e africanos e recebeu por doação muitas espécies e tipos.

## Morte
Ubirajara morreu na capital paulista em 26 de maio de 2015, aos 82 anos. Deixou esposa, filhos e netos.